# Galeras (vulkaan)
De Galeras is een complexe vulkaan van 4.276 meter hoog, gelegen in de Cordillera Central in het departement Nariño in het zuiden van Colombia. Op 14 januari 1993 kwam de vulkaan onverwachts tot uitbarsting. Dit kostte het leven aan zes vulkanologen en drie toeristen.
De Galeras is een van de zestien Decade Volcanoes die zijn aangewezen door de IAVCEI in verband met hun geschiedenis van grote uitbarstingen en de nabijgelegen bewoonde gebieden.

## Galerij

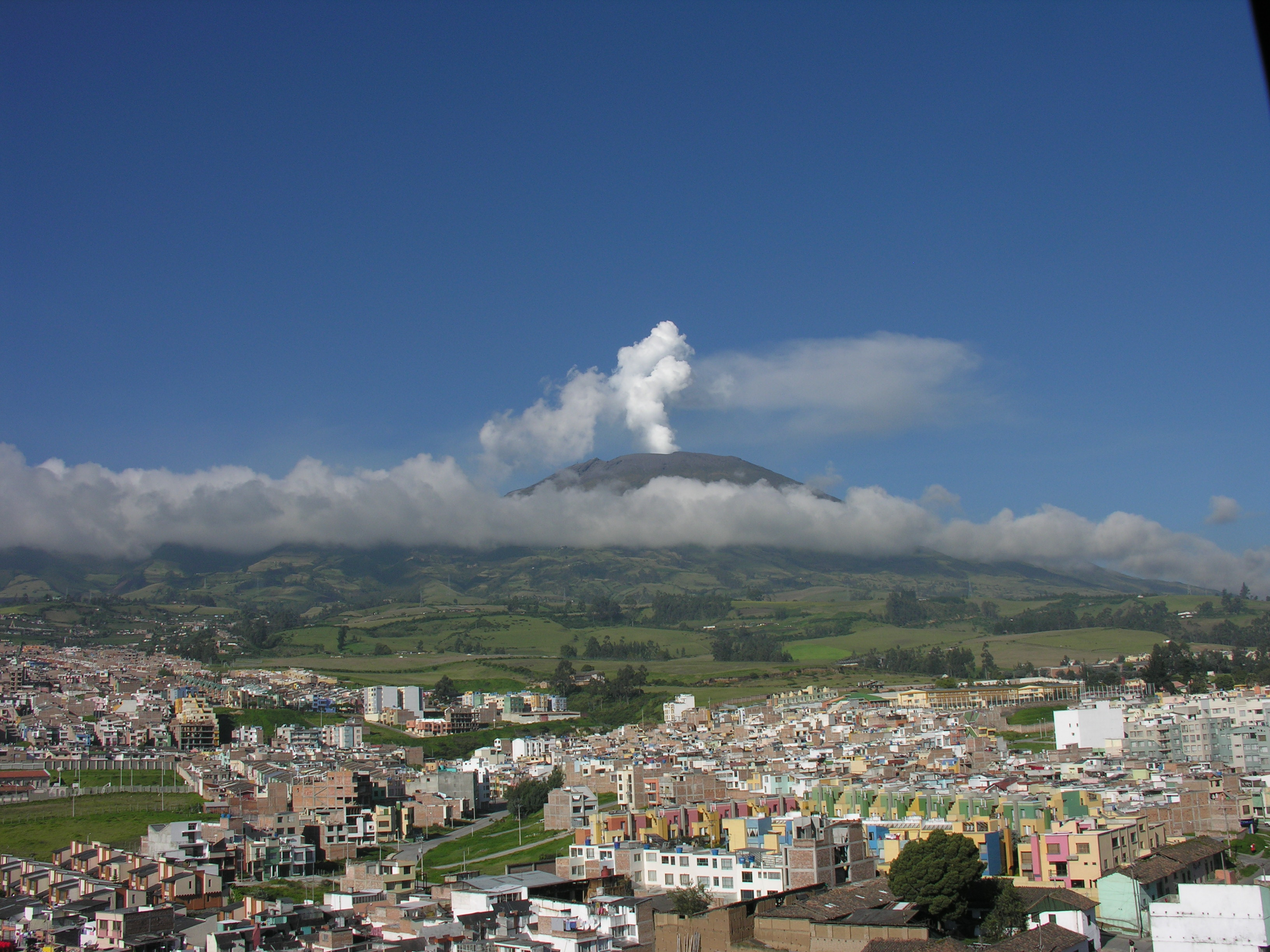
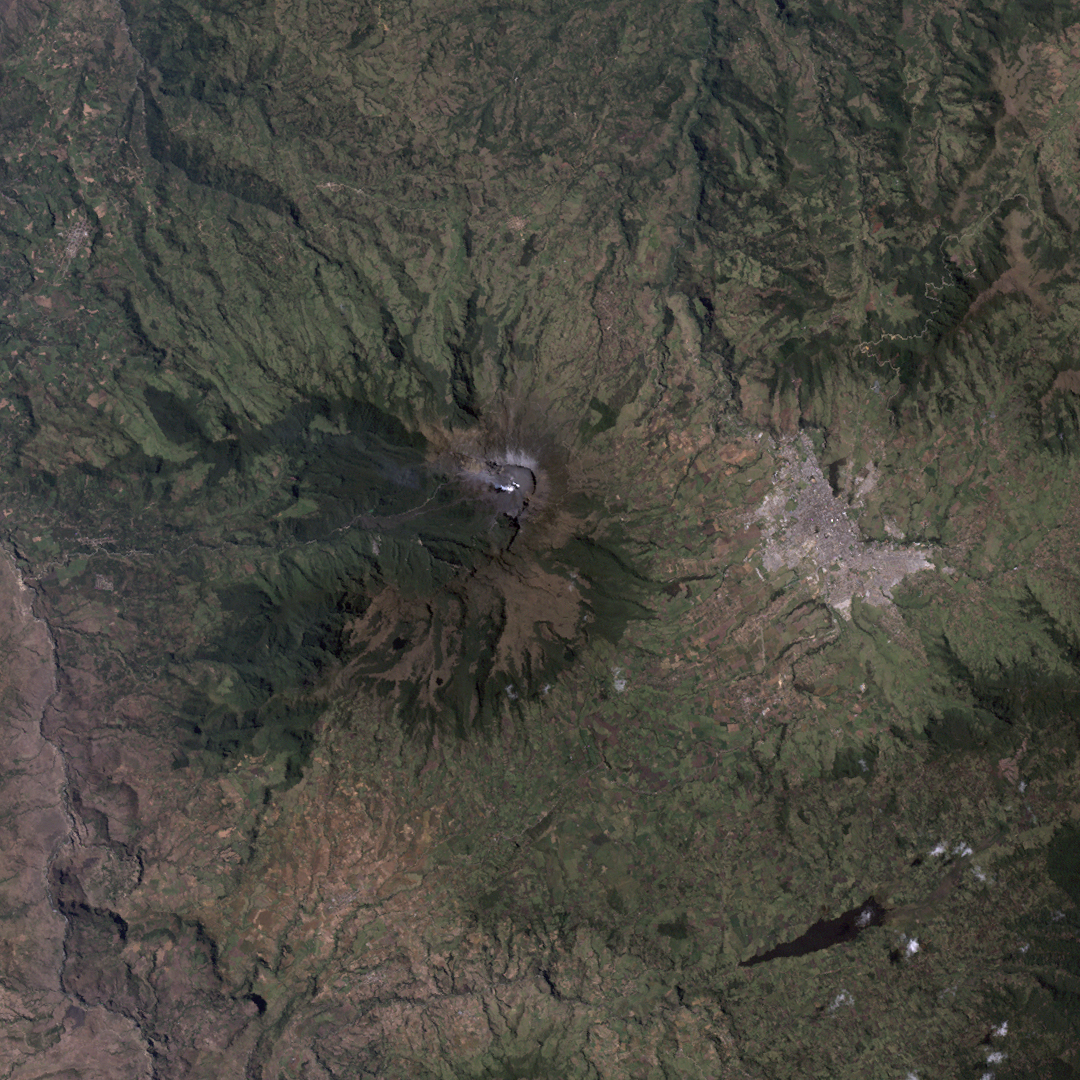
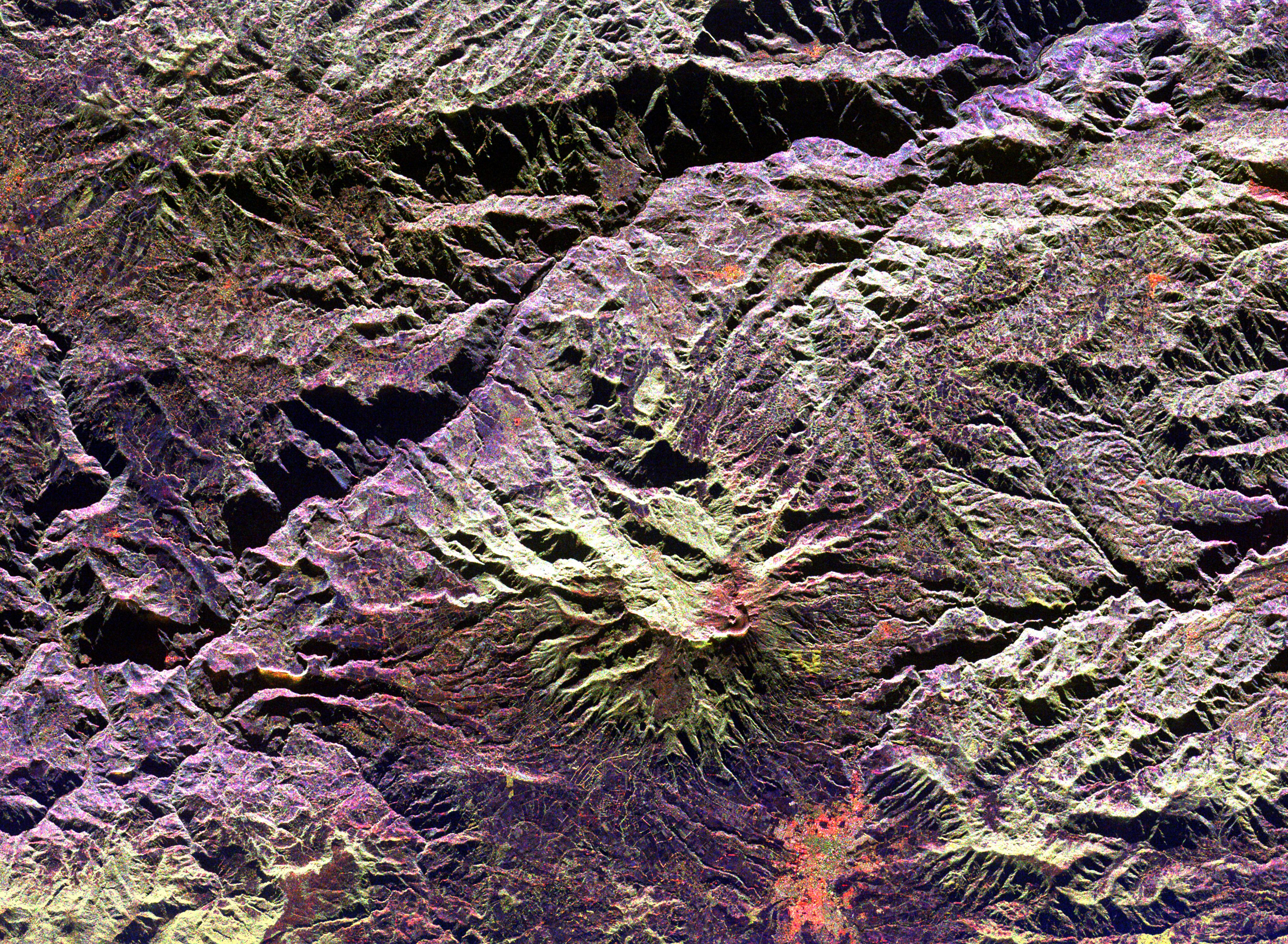